# Anonidium mannii
Anonidium mannii, es un árbol africano tropical de rápido crecimiento que crece entre 8 y 30 m de altura, con una circunferencia de hasta 2 metros. Sus hojas miden de 20 a 40  cm de largo y flores grandes que producen frutos comestibles de unos 4-6 kg, pero que pueden alcanzar los 15 kg. El sabor de la fruta es rico pero variable y a veces se describe como un gusto adquirido, aunque las frutas generalmente tienen una gran demanda en África, y las frutas grandes alcanzan precios elevados. La fruta es una de las favoritas de la población local (que se refiere a ella como "bobo") y de los primates locales, especialmente los bonobos.

## Fruta
Después de aproximadamente 10 años, las plantas comienzan a producir frutas estacionalmente. Normalmente pesan alrededor de los 5 kg, algunos llegan a pesar hasta 15 kg, lo que hace que no sólo sea la más grande de las frutas Annonaceae sino también una de las frutas más grandes del mundo, aunque no tan grande como la yaca o Telfairia pedata. Dentro de la piel marrón, dura y coriácea, con dibujos en forma de diamantes en relieve, hay una pulpa suave de color amarillo anaranjado con un sabor con reminiscencias del melocotón pero característico que va de dulce a ácido dependiendo de las cualidades genéticas del árbol en cuestión y de su madurez cuando se cosecha. Algunas frutas no saben bien, pero su rico sabor atrae a la mayoría de los paladares y es rica en vitamina A.

## Biología reproductiva
Su polen se elimina en forma de tétradas permanentes.

## Cultivo
La distancia de cultivo recomendada es de 8 metros cuadrados, y se recomienda plantar varios árboles juntos para asegurar una buena polinización. Según se informa, los árboles prefieren un suelo rico, ácido y húmedo pero bien drenado. Como árbol del sotobosque, tolera la sombra, pero es susceptible a los daños del viento. Los intentos de cultivo también se han visto obstaculizados por ataques de insectos y enfermedades fúngicas.
Cuando ocurre naturalmente, el árbol generalmente no se cultiva, posiblemente debido a la disponibilidad de frutos de árboles silvestres, posiblemente debido al hecho de que, aunque crecen rápidamente, los árboles tardan mucho en dar frutos.

## Distribución
La distribución natural del Anonidium mannii abarca las selvas de África central, como la República Democrática del Congo, la República del Congo, la República Centroafricana, Angola, Zambia, Ghana, Nigeria, Gabón y Camerún. Se encuentra en bosques húmedos de tierras bajas, así como en bosques marginales y sabanas cercanas, principalmente cerca de ríos, siempre y cuando el suelo esté adecuadamente drenado.
También se ha plantado en Hawai, Malasia y Australia, pero aún no ha dado frutos. Se sabe que un solo árbol crece en los Estados Unidos continentales, en el jardín del pomólogo Bill Whitman en Miami, aunque tampoco ha dado frutos.